# 植樹節 (3月12日)

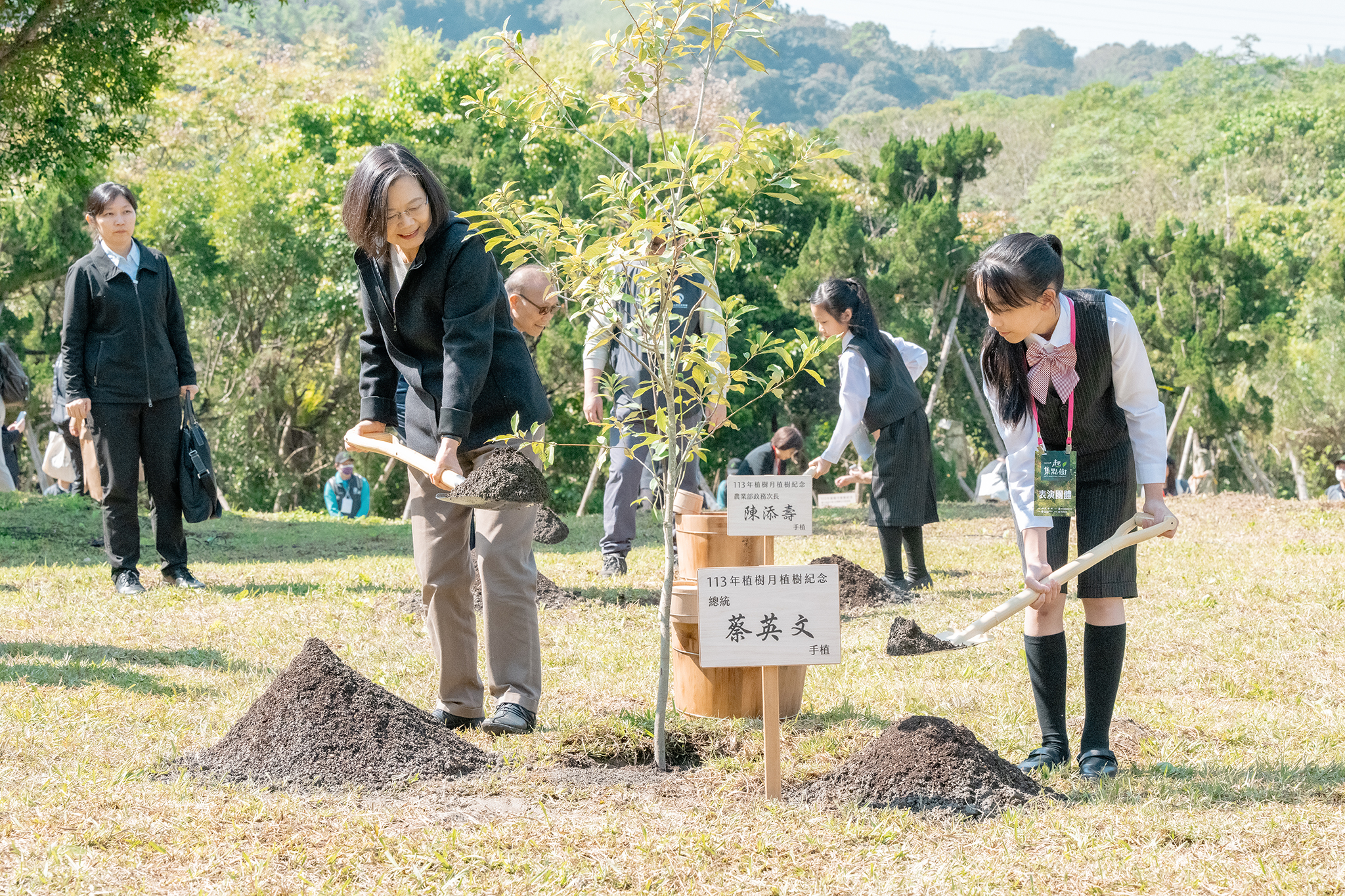
2024年3月，時任中華民國總統蔡英文於國立政治大學與學生參與植樹。

在中國大陸和台灣，植樹節設立於每年的公曆3月12日孙文逝世纪念日（或稱國父逝世紀念日）當日。香港和澳門在每年的3月亦會有舉辦植樹活動。孫文為近代中國歷史上最早倡導植樹造林的人之一，他在1894年的《上李鸿章书》中即提出“急兴农学，讲求树畜”，以之為中國強大之策。1915年，北洋政府將植樹節定為每年的清明節。1928年，中國國民黨中央委員會常務委員會提倡在總理逝世紀念日植樹造林，同年國民政府廢除原先的清明植樹節，將3月12日設立為植樹節。1979年，中華人民共和國將3月12日定為植樹節。

## 中華民國

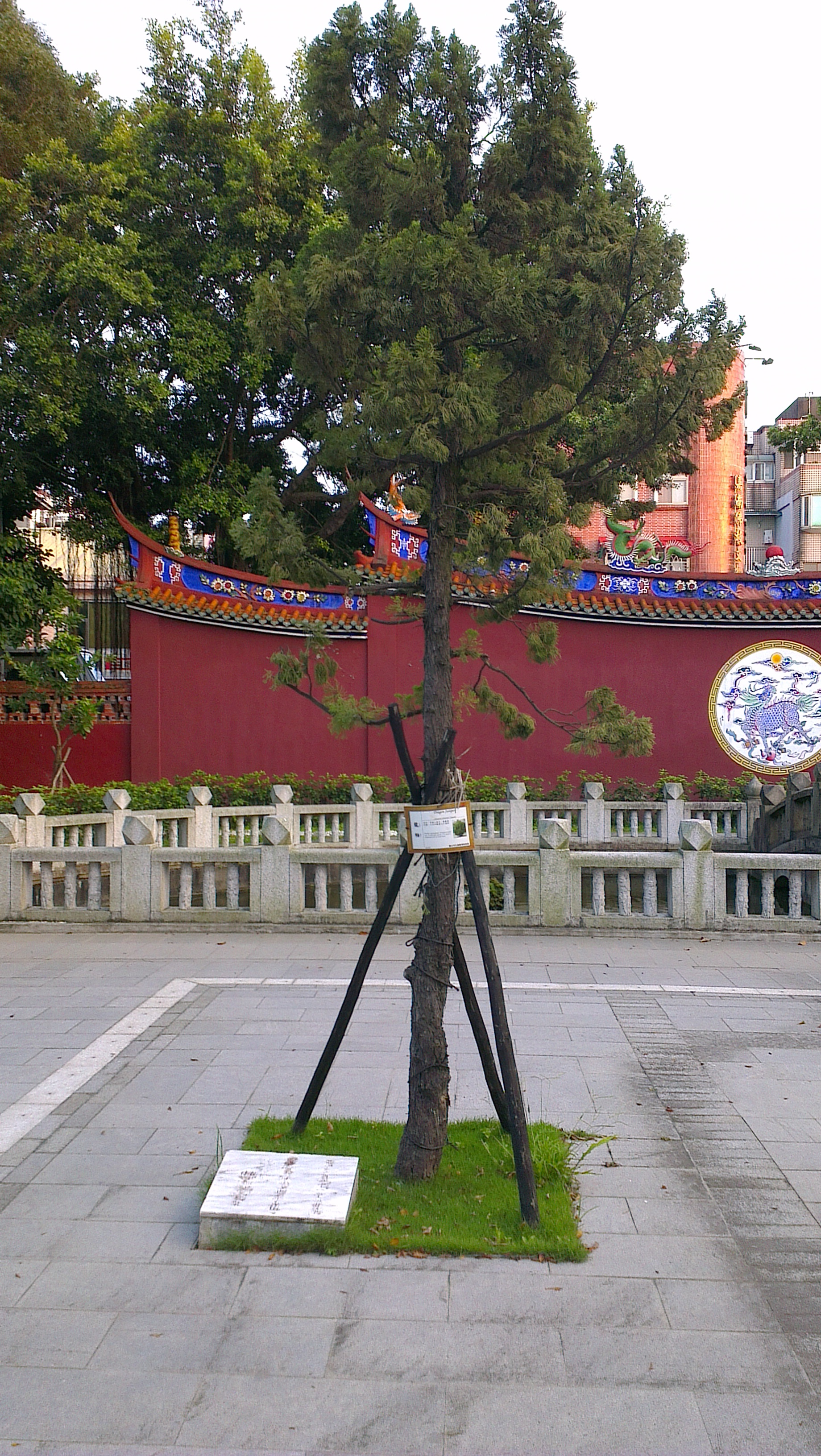
臺北市孔廟明倫堂前由時任總統蔣中正攜手副總統陳誠於1962年植樹節手植的植栽。

### 孫中山與林業
孫中山為近代中國歷史上最早倡導植樹造林的人之一，他在1894年的《上李鸿章书》中即提出“急兴农学，讲求树畜”，以之為中國強大之策。1912年，孫中山在南京就任中華民國臨時大總統，隨即組建農林部，下設山林司，掌管全國林業行政事務，規劃植樹造林。辭去總統職務後，孫中山仍然關注林業發展，並提出了“治水之本，在于兴林”的口號。1924年，孫中山提出《建國方略》，其中構想在中國北部和中部進行大規模的植樹造林。他當年在廣州的演講中指出：“我们研究到防止水灾和旱灾的根本方法都是要造林植树，要造全国大规模的森林。”此後，孫中山不斷強調毀壞森林的危害和植樹造林的重要性。

### 北洋政府时期
在植樹節設立以前，中國民間往往在清明節植樹。西周的封建統治者會在墳頭植樹，自春秋起這一習俗傳入民間；《禮記》中講孔子在雲遊列國前，即在父母墳前種植松柏，以便辨認祖墳。1915年清明节，美国传教士兼林学家裴义理（Joseph Bailie）在火车上见农民们在坟地上移栽树木，得知风俗“不树者，无椁”。裴得到启发，认为可在清明引导全民植树，故致信张謇。1915年7月30日，在林學家凌道扬、韩安、裴义理等人倡議及孫中山的推動下，北洋政府下令，以每年的清明節為植樹節。1916年，北洋政府在北京西山進行了首屆植樹節慶典，北洋政府在當年還要求各地政府進行植樹，如刘梦庚在擔任京兆尹期間即十分重視植樹。然而因中國各地的氣候差異，各地植樹節仍然有所差異，如1916年湖南省將植樹節定在了春分前後，北方的一些省份則將植樹節推遲到谷雨時節。

### 国民政府时期

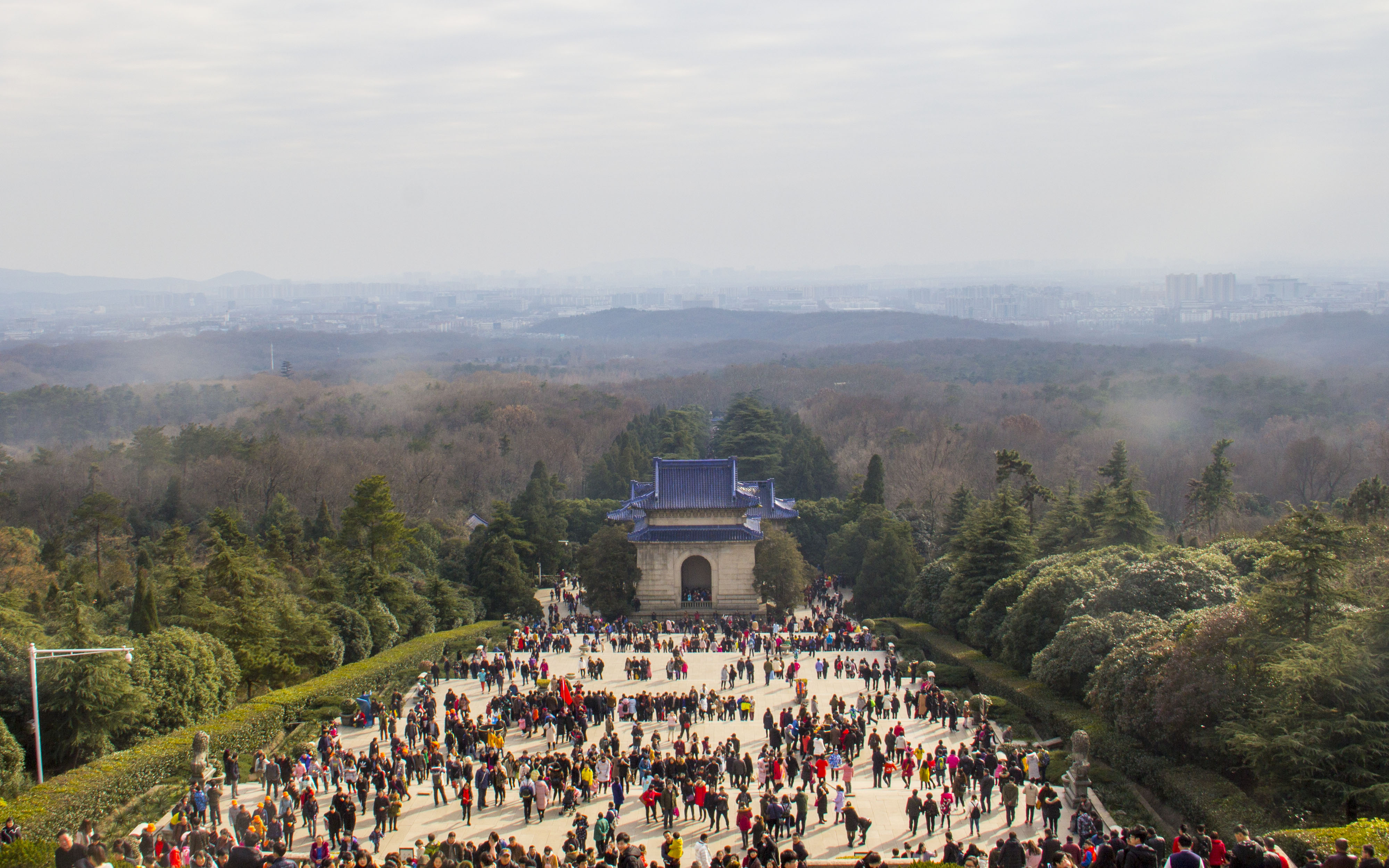
俯瞰中山陵碑亭與周圍經過造林的紫金山

1925年3月12日，孫中山在北京逝世。1928年3月，国民党中常会發出倡議，在总理逝世纪念日當日於全國各地植樹，並將活動稱為“总理逝世纪念植树式”。社會各界在3月12日下午拜謁当年尚未完工的南京中山陵後，即進行植樹。在典礼上，国民政府代表李烈钧致辞，称植树是奉行总理的遗教，既是对总理的纪念，也可以勉励同志，开辟富源，利国利民。蒋中正也親自參與此次植树活动。同年4月17日，國民政府廢除舊曆清明節的植樹節，改而以孫中山逝世的3月12日為植樹節，以紀念孫中山逝世三週年。
此後，中國各地以孫中山逝世紀念日為植樹節，並召開植树典礼，所种植的园林则称为“中山林”、“中山纪念林”。农矿部负责落实植树节活动，为此于1929年2月9日制定了《总理逝世纪念植树式各省植树暂行条例》，其中规定各省应于每年3月12日总理逝世纪念日举行植树式及造林运动，且举行植树式时，各机关长官职员，各学校师生及地方各团体民众，均应一律参加，躬亲栽植，所需经费由政府承担。当时的植树节活动流程为：“一，奏乐；二，全体起立；三，向党国旗及总理遗像行最敬礼；四，主席躬读总理遗嘱；五，静默三分钟；六，主席报告开会宗旨；七，演说；八，唱植树歌；九，呼口号；十，摄影；十一，散会”。1930年，农矿部公布《各省各特别市各县造林运动宣传周办大纲》，其中指出“地方长官领导各机关职员、地方民众，植树郊外……唱造林歌及国父逝世纪念歌……公映造林教育电影”，其中规定的口号标语有“孙中山精神不死”，“要想总理精神不死，我们一定要让树活”等。

#### 批评与反思
尽管中华民国大陆时期的植树节礼仪完备，但因天灾和战乱，收效甚微。有人质疑道；“典礼日之植树，完全无经营保护计划；植树后，绝不过问，一任其荣枯。质言之，植树完全是一种仪式，恰如有清一代郊祭焉。”更有地方国民党组织在植树节活动现场设立办事处，动员民众加入国民党。1949年，湖南《桃源民报》批评道：“植树节规定以来，迄今已历三十余年。而实际总是纪念植树节是一回事，植树造林又是一回事，二者判若两途，大有风马牛不相及之势。”

## 中華人民共和國

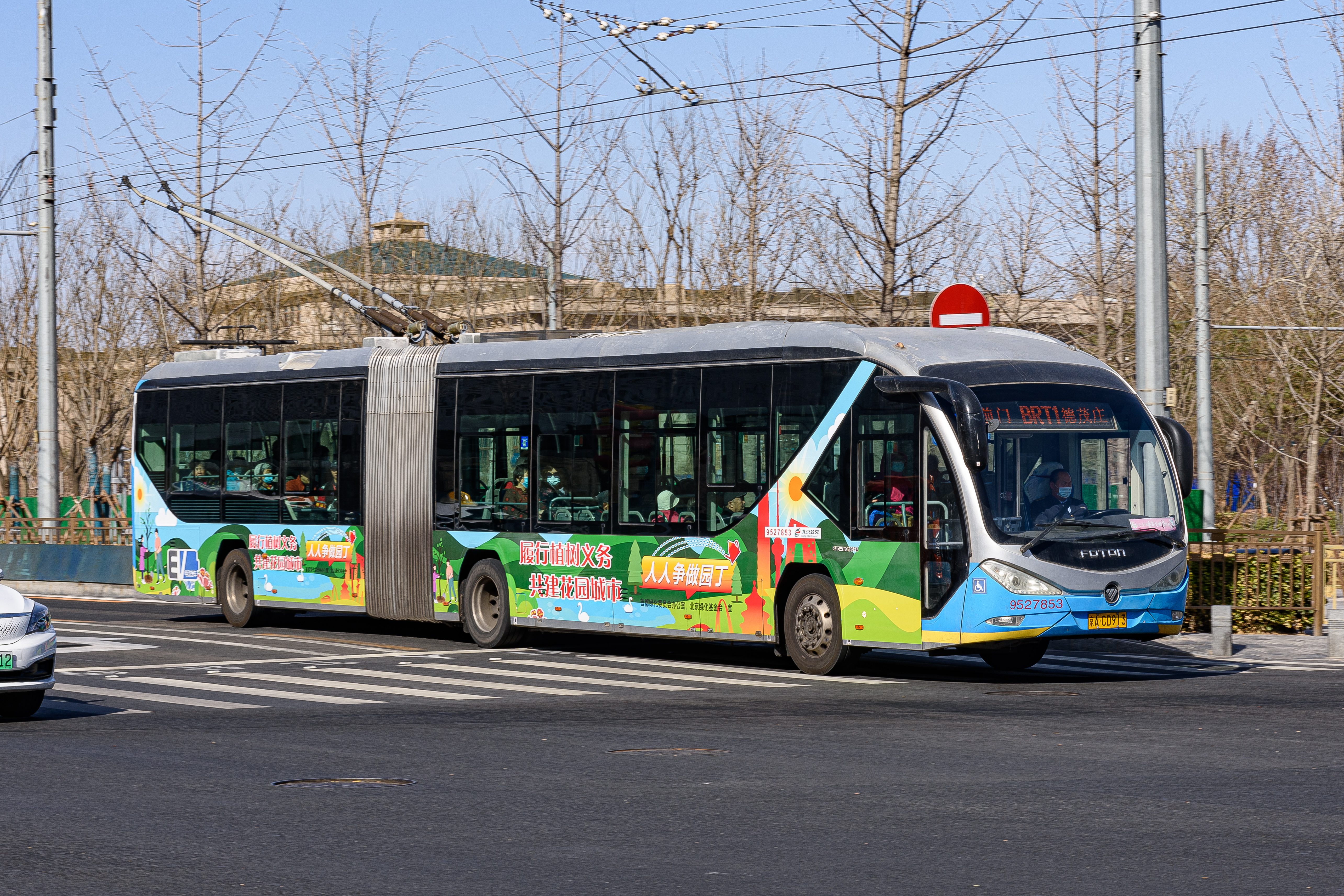
2024年3月，北京绿化基金会在北京公交12台运营车辆张贴义务植树宣传巴士廣告

1979年2月，鄧小平提議將3月12日設立為植樹節，第五届全国人大常委会第六次会议通過決議，將3月12日設為植樹節。中華人民共和國国家林业和草原局稱，將3月12日設立為植樹節，是為了“缅怀孙中山先生的丰功伟绩，象征中山先生生前未能实现的遗愿将在新中国实现并且要实现得更好”。每年的植樹節，中華人民共和國領導人集体种树的宣传照片常常會在媒體上高調展示，宣傳環保（尽管早在1986年，党和国家领导人在京集体植树活动即已从3月12日调整至4月第一个休息日，即“首都全民义务植树日”举行）。
2019年，適逢中華人民共和國植树节设立40周年，中國郵政為之發行了首枚中国植树节纪念邮票。国家林业和草原局副局长刘东生在郵票發布會上表示，中華人民共和國的森林覆蓋率由改革開放初期的12%增長到21.66%，成為成为世界森林资源增长最快的国家。北京首都绿化委员会办公室告訴新華社，40年來，北京市有超过1亿人次參加義務植樹活動，所植栽的樹木超過2億株。
2020年7月1日，新修订之《中华人民共和国森林法》實施，明确每年3月12日为植树节。